# 5223 McSween
Az 5223 McSween (ideiglenes jelöléssel 1981 EX6) egy kisbolygó a Naprendszerben. Schelte J. Bus fedezte fel 1981. március 6-án.